# Firefly Lane
Firefly Lane (en español: El baile de las luciérnagas) es una serie de televisión de drama estadounidense desarrollada por Maggie Friedman. La serie está basada en la novela del mismo nombre de Kristin Hannah. Se estrenó el 3 de febrero de 2021 en Netflix. En mayo de 2021, Netflx renovó la serie para una segunda temporada.

## Reparto

### Principales
- Katherine Heigl como Tully Hart
  - Ali Skovbye como la joven Tully
- Sarah Chalke como Kate Mularkey
  - Roan Curtis como la joven Kate
- Ben Lawson como Jhonny
- Beau Garrett como Cloud
- Yael Yurman como Marah
- Chris McNally como Prof. Waverly

### Secundarios
- Patrick Sabongui como Chad Wiley
- Chelah Horsdal como Margie Mularkey, la madre de Kate
- Brendan Taylor como Mutt
- Jon-Michael Ecker como Max Brody, el interés amoroso de Tully
- Brandon Jay McLaren como Travis
- Jenna Rosenow como Kimber Watts, la jefa de Kate

## Episodios
| Temporada | Temporada | Episodios | Episodios | Lanzamiento original | Lanzamiento original |
| --------- | --------- | --------- | --------- | -------------------- | -------------------- |
|           | 1         | 10        | 10        | 3 de febrero de 2021 | 3 de febrero de 2021 |

### 1.ª temporada (2021)
| N.º | Título                         | Dirigido por   | Escrito por                      | Fecha de lanzamiento original |
| --- | ------------------------------ | -------------- | -------------------------------- | ----------------------------- |
| 1   | «Hello Yellow Brick Road»      | Peter O'Fallon | Maggie Friedman                  | 3 de febrero de 2021          |
| 2   | «Oh! Sweet Something»          | Peter O'Fallon | Maggie Friedman                  | 3 de febrero de 2021          |
| 3   | «Dancing Queens»               | Anne Wheeler   | Ilene Rosenzweig                 | 3 de febrero de 2021          |
| 4   | «Love is a Battlefield»        | Anne Wheeler   | Savannah Dooley                  | 3 de febrero de 2021          |
| 5   | «Sweet Child O’ Mine»          | Vanessa Parise | Maggie Friedman y Barbara Johns  | 3 de febrero de 2021          |
| 6   | «Dirty Laundry»                | Vanessa Parise | John Sacret Young                | 3 de febrero de 2021          |
| 7   | «Total Eclipse of the Hart»    | Fred Gerber    | Marissa Lee                      | 3 de febrero de 2021          |
| 8   | «Mawaige»                      | Fred Gerber    | Savannah Dooley y James Ford Jr. | 3 de febrero de 2021          |
| 9   | «You Say It’s Your Birthday?!» | Lee Rose       | Ilene Rosenzweig                 | 3 de febrero de 2021          |
| 10  | «Auld Lang Syne»               | Lee Rose       | Maggie Friedman                  | 3 de febrero de 2021          |

## Producción

### Desarrollo
El 22 de febrero de 2019, se anunció que Netflix le había dado a la producción un pedido de serie para una primera temporada que constaba de diez episodios. La serie fue desarrollada por Maggie Friedman, quien también se esperaba que fuera productora ejecutiva junto a Stephanie Germain, Katherine Heigl y Lee Rose. El 26 de mayo de 2021, Netflix renovó la serie para una segunda temporada que fue estrenada en 2022. El 3 de octubre, se confirmó que la segunda temporada será la temporada final, consistiendo en 16 episodios dividos en dos partes, la primera será lanzada el 2 de diciembre de 2022; mientras que la segunda llegará en 2023.

### Casting
El 10 de julio de 2019, Katherine Heigl fue elegida para un papel principal. En agosto de 2019, Ben Lawson, Sarah Chalke y Beau Garrett habían sido elegidos para papeles protagónicos. En septiembre de 2019, Ali Skovbye y Roan Curtis fueron elegidas para interpretar las versiones adolescentes de los personajes de Heigl y Chalke, Tully y Kate, respectivamente. En el mismo mes, Yael Yurman fue elegido como un personaje regular de la serie, mientras que Jon Ecker y Brandon Jay McLaren fueron elegidos en capacidades recurrentes. El 17 de diciembre de 2019, Patrick Sabongui y Brendan Taylor se unieron al elenco en papeles recurrentes. El 11 de febrero de 2020, Jenna Rosenow fue elegida para un papel recurrente.

### Rodaje
La fotografía principal de la serie comenzó el 17 de septiembre de 2019 y terminó el 21 de enero de 2020 en Burnaby, Columbia Británica, Canadá. Vincent De Paula es el director de fotografía de la serie.

## Lanzamiento
El 14 de octubre de 2020, se lanzó un avance oficial, así como imágenes del primer vistazo. La serie se estrenó el 3 de febrero de 2021.